# ポルシェ・カレラカップ
ポルシェ・カレラカップ（英語: Porsche Carrera Cup，省略：PCC）はポルシェ・911カレラカップカーのワンメイクで行われるスポーツカーレース。

## チャンピオン・シリーズ

### 国際シリーズ
- ポルシェ・スーパーカップ（Porsche Supercup）1993年-
- ポルシェ・カレラ・ワールドカップ（Porsche Carrera World Cup）2011年

### 国別のシリーズ
- ポルシェ・カレラカップ・アジア（Porsche Carrera Cup Asia）2003年-
- オーストラリア・ポルシェ・カレラカップ選手権（Australian Carrera Cup Championship）2003年-2008年，2011年-
- ポルシェ・カレラカップ・フランス（Porsche Carrera Cup France）1987年-
- ポルシェ・カレラカップ・ドイツ（Porsche Carrera Cup Germany）1986年-
- ポルシェ・カレラカップ・イギリス（Porsche Carrera Cup Great Britain）2003年-
- ポルシェ・カレラカップ・イタリア（Porsche Carrera Cup Italy）2007年-
- ポルシェ・カレラカップ・ジャパン（Porsche Carrera Cup Japan） 2001年-
- ポルシェ・カレラカップ・スカンディナヴィア（Porsche Carrera Cup Scandinavia） (北欧)2004年-
- ポルシェ・カップ・ブラジル（Porsche Cup Brasil） 2005年-
- ポルシェ・GT3カップ・トロフィー・アルゼンチン（Porsche GT3 Cup Trophy Argentina） 2018年-
- ポルシェ・カレラカップ・北アメリカ（Porsche Carrera Cup North America） (北アメリカ)2021年-
  -  IMSA・GT3カップ・チャレンジ・カナダ（IMSA GT3 Cup Challenge Canada） 2005年-2020年
  -  IMSA・GT3カップ・チャレンジ（IMSA GT3 Cup Challenge） 2005年-2020年
- ポルシェ・カレラカップ・ベネルクス (Porsche Carrera Cup Benelux)  2013年-

## 各シリーズのチャンピオン
| 年   | カレラカップ・ドイツ       | カレラカップ・フランス       | スーパーカップ               | カレラカップ・イギリス       | オーストラリア・ポルシェ・カレラカップ | カレラカップ・アジア           | カレラカップ・ジャパン | カレラカップ・スカンディナヴィア | カレラカップ・イタリア       |
| ---- | -------------------------- | ---------------------------- | ---------------------------- | ---------------------------- | -------------------------------------- | ------------------------------ | ---------------------- | -------------------------------- | ---------------------------- |
| 1986 | ヨアヒム・ヴィンケルホック |                              |                              |                              |                                        |                                |                        |                                  |                              |
| 1987 | ローランド・アッシュ       | ルネ・メッジ                 |                              |                              |                                        |                                |                        |                                  |                              |
| 1988 | ローランド・アッシュ       | アンドレ・ボードン           |                              |                              |                                        |                                |                        |                                  |                              |
| 1989 | ローランド・アッシュ       | ミシェル・メイソヌーヴ       |                              |                              |                                        |                                |                        |                                  |                              |
| 1990 | オラフ・マンタイ           | ミシェル・メイソヌーヴ       |                              |                              |                                        |                                |                        |                                  |                              |
| 1991 | ローランド・アッシュ       | ジャン＝ピエール・マルチャ   |                              |                              |                                        |                                |                        |                                  |                              |
| 1992 | ウーヴェ・アルツェン       | ドミニク・デュプイ           |                              |                              |                                        |                                |                        |                                  |                              |
| 1993 | ウォルフガング・ランド     | ドミニク・デュプイ           | アルフリート・ヘーガー       |                              |                                        |                                |                        |                                  |                              |
| 1994 | ベルント・マイレンダー     | クリストフ・ブシュー         | ウーヴェ・アルツェン         |                              |                                        |                                |                        |                                  |                              |
| 1995 | ハラルド・グロス           | クリストフ・ブシュー         | ジャン＝ピエール・マルチャ   |                              |                                        |                                |                        |                                  |                              |
| 1996 | ラルフ・ケルナーズ         | クリストフ・ブシュー         | エマニュエル・コラール       |                              |                                        |                                |                        |                                  |                              |
| 1997 | ウォルフガング・ランド     | ドミニク・デュプイ           | パトリック・ヒュイスマン     |                              |                                        |                                |                        |                                  |                              |
| 1998 | ディルク・ミューラー       | ドミニク・デュプイ           | パトリック・ヒュイスマン     |                              |                                        |                                |                        |                                  |                              |
| 1999 | ルーカス・ルーア           | ドミニク・デュプイ           | パトリック・ヒュイスマン     |                              |                                        |                                |                        |                                  |                              |
| 2000 | ヨルグ・ベルグマイスター   | クリストフ・ブシュー         | パトリック・ヒュイスマン     |                              |                                        |                                |                        |                                  |                              |
| 2001 | ティモ・ベルンハルト       | フィリップ・ガッシェ         | ヨルグ・ベルグマイスター     | 宮川やすお                   |                                        |                                |                        |                                  |                              |
| 2002 | マルク・リープ             | セバスチャン・デュウメズ     | ステファン・オルテリ         | 井上貴志                     |                                        |                                |                        |                                  |                              |
| 2003 | フランク・シュティプラー   | セバスチャン・デュウメズ     | フランク・シュティプラー     | バリー・ホーン               | ジム・リチャーズ                       | チャールズ・クワン             | 山本将之               |                                  |                              |
| 2004 | マイク・ロッケンフェラー   | ジェームス・リュフィエ       | ウォルフ・ヘンツラー         | リチャード・ウェストブルック | アレックス・デイヴィソン               | マシュー・マーシュ             | 山本将之               | ロビン・ルデホルム               |                              |
| 2005 | クリスチャン・メンツェル   | アンソニー・ベルトワーズ     | アレッサンドロ・ザンペリ     | ダミアン・フォークナー       | ファビアン・クルサード                 | ジョニー・コッカー             | 伊橋勲                 | フレドリック・ロス               |                              |
| 2006 | ディルク・ヴェルナー       | アンソニー・ベルトワーズ     | リチャード・ウェストブルック | ダミアン・フォークナー       | クレイグ・ベアード                     | ダリル・オ'ヤング              | 伊橋勲                 | フレドリック・ロス               |                              |
| 2007 | ウーヴェ・アルツェン       | パトリック・ピレ             | リチャード・ウェストブルック | ジェームズ・サットン         | デイヴィッド・レイノルズ               | ティム・サグデン               | 高木真一               | エドワード・サンドストローム     | アンドレア・ボルドリーニ     |
| 2008 | レネ・ラスト               | アンソニー・ベルトワーズ     | ジェロン・ブリーケモレン     | ティム・ハーベイ             | クレイグ・ベアード                     | ダリル・オ'ヤング              | 都筑晶裕               | ヨッケ・マングス                 | ルイジ・フェラーラ           |
| 2009 | トーマス・イェーガー       | ルノー・デルロ               | ジェロン・ブリーケモレン     | ティム・ブリッジマン         |                                        | クリスチャン・メンツェル       | 清水康弘               | ヨッケ・マングス                 | アレッサンドロ・バルザン     |
| 2010 | ニコラス・アルミンド       | フレデリック・マコヴィッキィ | レネ・ラスト                 | ティム・ハーベイ             | クリスチャン・メンツェル               | 清水康弘                       | ロビン・ルデホルム     | アレッサンドロ・バルザン         |                              |
| 2011 | ニック・タンディ           | ケビン・エストレ             | レネ・ラスト                 | ジェームス・サットン         | クレイグ・ベアード                     | 澤圭太                         | 安岡秀徒               | ロビン・ルデホルム               | アレッサンドロ・バルザン     |
| 2012 | レネ・ラスト               | ジャン＝カール・ヴェルネイ   | レネ・ラスト                 | マイケル・メドウズ           | クレイグ・ベアード                     | アレキサンドレ・インペラトーリ | 平川亮                 | ヨハン・クリストファーソン       | ヴィート・ポスティリオーネ   |
| 2013 | ケビン・エストレ           | ガエル・カステリ             | ニッキー・ティーム           | マイケル・メドウズ           | クレイグ・ベアード                     | アール・バンバー               | 小河諒                 | ヨハン・クリストファーソン       | エンリコ・フルゲンツィ       |
| 2014 | フィリップ・エング         | カム・レドガー               | アール・バンバー             | ジョシュ・ウェブスター       | スティーブン・リチャーズ               | アール・バンバー               | 小河諒                 | オスカー・パルム                 | マッテオ・カイローリ         |
| 2015 | フィリップ・エング         | マクシム・ジョース           | フィリップ・エング           | ダン・カミッシュ             | ニック・フォスター                     | クリス・ヴァン・デア・リフト   | 元嶋佑弥               | ヨハン・クリストファーソン       | リカルド・アゴスチーニ       |
| 2016 | スヴェン・ミューラー       | マシュー・ジャミネ           | スヴェン・ミューラー         | ダン・カミッシュ             | マット・キャンベル                     | ニコ・メンゼル                 | 近藤翼                 | フレデリック・ラーソン           | カム・レドガー               |
| 2017 | デニス・オルセン           | ジュリアン・アンドラウアー   | ミハエル・アメルミューラー   | シャーリー・イーストウッド   | デビッド・ウォール                     | クリス・ヴァン・デア・リフト   | 武井真司               | ジョック・マングス               | アレッシオ・ロヴェラ         |
| 2018 | トマス・プレイニング       | アヤハンカン・ギュベン       | ミハエル・アメルミューラー   | ティオ・エリナス             | ジャクソン・エヴァンス                 | クリス・ヴァン・デア・リフト   | 近藤翼                 | ルーカス・スンダール             | ジャンマルコ・クアレスミーニ |
| 2019 | ユリアン・アンドラウアー   | アヤハンカン・ギュベン       | ミハエル・アメルミューラー   | ダニエル・ハーパー           | ジャクソン・エヴァンス                 | フィリップ・ハンプレヒト       | 笹原右京               | ルーカス・スンダール             | シモーネ・イアクインタ       |
| 2020 | ラリー・テン・ボーデ       | ジャクソン・エバンス         | ラリー・テン・ボーデ         | ハリー・キング               |                                        |                                | 近藤翼                 | ルーカス・スンダール             | シモーネ・イアクインタ       |
| 2021 | ラリー・テン・ボーデ       | マービン・ケリン             | ラリー・テン・ボーデ         | ダン・カミッシュ             | キャメロン・ヒル                       | ダニエル・ルー・ウエンロン     | 近藤翼                 | ルーカス・スンダール             | アルベルト・セルキ           |
| 2022 | ラウリン・ハインリッヒ     | 不明の旗                     | ダイラン・ペレイラ           | Kiern Jewiss                 | ハリー・ジョーンズ                     | 不明の旗                       | 小河諒                 | ルーカス・スンダール             | 不明の旗                     |